# オッターヴィオ・ジーノ
オッターヴィオ・ジーノ（Ottavio Ziino, 1909年11月11日 - 1995年2月1日）は、イタリアの指揮者。

## 人物・来歴
パレルモの生まれ。地元の音楽院でアントニオ・サヴァスタに作曲を学んだあと、ローマの聖チェチーリア音楽院でイルデブランド・ピツェッティに作曲、ベルナルディーノ・モリナーリに指揮法を学んだ。故郷のマッシモ劇場で指揮者としてキャリアを始め、1947年にスポレート劇場の指揮者に転出した。1951年にシチリア交響楽団が創設された際には、初代芸術監督となった。
ローマにて没。

## 註
1. ↑   Meridione Sud e Nord nel mondo. 5. Edizioni scientifiche italiane. (2005). p. 110
2. ↑  “HISTORY SICILIAN SYMPHONY ORCHESTRA”. 2015年7月17日時点のオリジナルよりアーカイブ。2015年7月17日閲覧。

| スタブアイコン | サブスタブ | この項目は、まだ閲覧者の調べものの参照としては役立たない、人物に関連した書きかけの項目です。この項目を加筆・訂正などしてくださる協力者を求めています（P:人物伝/PJ:人物伝）。 |